# Lotus Eleven
Lotus Eleven — це спортивний гоночний автомобіль, який виготовлявся компанією Lotus у різних версіях з 1956 по 1958 рік. Пізніші версії, виготовлені в 1958 році, іноді називають Lotus 13, хоча це не було офіційною назвою. Загалом було побудовано близько 270 Eleven усіх версій.

## Історія
Eleven був розроблений Коліном Чапменом і оснащений аеродинамічним кузовом, розробленим аеродинаміком Френком Костіном. Його топова версія, що отримала назву «Le Mans», була оснащена двигуном Coventry Climax FWA об’ємом 1100 см3, іноді двигуном Coventry Climax FWB об’ємом 1500 см3, встановленим у передній частині трубчастої просторової рами. Eleven мав трубчасту задню вісь De Dion і дискові гальма Girling.
Повністю завантажений автомобіль важив лише близько 450 кг. Також випускалися версії з двигунами Climax 1100 см3 (Club) та Ford 1172 см3 (Sport). Обидва оснащені рухомою задньою віссю та барабанними гальмами. Кілька автомобілів були оснащені альтернативними двигунами їхніми власниками, зокрема Coventry Climax 1500 см3 FWB і FPF і 1200 см3 FWE, Maserati 150S 1500 см3, DKW 1000 см3, SAAB 850 см3 і 750 см3. Було два основних типи кузова: один з підголівником, а інший без підголівника, лише з двома маленькими плавниками. Деякі автомобілі пізніше були оснащені закритим кузовом із дверима типу «крило чайки», щоб відповідати специфікаціям GT.

Lotus Eleven для виступу в 24 годинах Ле-Мана 1956 року.

Найпомітнішим результатом автомобіля стало 7 місце в загальному заліку в 24 годинах Ле-Мана 1956 року, за кермом якого були Редж Бікнелл і Пітер Джопп.
Незважаючи на широкий вибір встановлених двигунів, автомобіль був розроблений для змагань у класі автомобілів з двигуном 1100 см3, де він став одним із найуспішніших автомобілів у середині-кінці 1950-х років. У 1956 році Стірлінг Мосс за кермом модифікованого Lotus Eleven встановив світовий рекорд в класі, на трасі в Монці — 230 км/год. Для цього Френк Костін оснастив болід спеціальним куполом над кокпітом, щоб знизити повітряний опір. Потім було кілька перемог у класі в Ле-Мані та Себрінгу, що дозволило Eleven стати найуспішнішим гоночним автомобілем Lotus. Версія 750 см3 виграла Індекс продуктивності в Ле-Мані в 1957 році.
У 1957 році Eleven зазнав серйозних змін у конструкції, включаючи нову передню підвіску та вдосконалення трансмісії. Незважаючи на те, що ці пізні моделі офіційно називаються Eleven Series 2, іноді їх неофіційно називають Lotus 13, оскільки вони випускалися між моделями 12 і 14, а позначення 13 ніколи не використовувалося Lotus.
Було створено кілька копій і відтворень Lotus Eleven, включаючи Kokopelli 11, Challenger GTS, Spartak і найвідоміший — Westfield XI.